# Мастера зарубежного киноискусства
«Мастера зарубежного киноискусства» — популярная книжная серия, выпускавшаяся издательством «Искусство» в Москве и его отделением в Ленинграде в 1960-е — 1980-е годы. Книги этой серии посвящены выдающимся зарубежным киноактёрам, режиссёрам и сценаристам, кинооператорам, чьё творчество стало заметной вехой не только в масштабах своей страны, но и оказало значительное влияние на развитие всего мирового кинематографа.
Формат: 70x108/32 (130х165 мм); бумажная обложка.
Издательство «Искусство» также выпускало серии, посвящённые советским деятелям театра и кино; первоначально две отдельные серии «Мастера советского театра» и «Мастера советского кино», которые затем были объединены в серию «Мастера советского театра и кино».

## Книги серии

### 1963
- Витторио Де Сика. — М.: Искусство, 1963. — 236 с. — (Мастера зарубежного киноискусства). — 30 000 экз.

- Рене Клер. — М.: Искусство, 1963. — 152 с. — (Мастера зарубежного киноискусства). — 30 000 экз.

- Утилов В. А. Вивьен Ли. — М.: Искусство, 1963. — 160, [32] с. — (Мастера зарубежного киноискусства).

### 1964
- Дробашенко С. В. Кинорежиссер Йорис Ивенс. — М.: Искусство, 1964. — 192 с. — (Мастера зарубежного киноискусства). — 15 000 экз.

- Сокольская А. Л. Симона Синьоре / Ленингр. гос. ин-т театра, музыки и кинематографии. — Л.; М.: Искусство, 1964. — 134, [40] с. — (Мастера зарубежного киноискусства). — 100 000 экз.

### 1965
- Кацев И. Г. Джузеппе де Сантис. — М.: Искусство, 1965. — 256 с. — (Мастера зарубежного киноискусства). — 30 000 экз.

- Черненко М. М. Анджей Вайда. — М.: Искусство, 1965. — 180 с. — (Мастера зарубежного киноискусства). — 8000 экз.

- Шитова В. В. Лукино Висконти. — М.: Искусство, 1965. — 185, [38] с. — (Мастера зарубежного киноискусства). — 25 000 экз.

- Кинорежиссер Хуан Антонио Бардем. — М.: Искусство, 1965. — 348 с. — (Мастера зарубежного киноискусства). — 9000 экз.

### 1967
- Карцева Е. Н. Бетт Дейвис. — М.: Искусство, 1967. — 114 с. — (Мастера зарубежного киноискусства). — 100 000 экз.

- Соловьёва И. Н., Шитова В. В. Жан Габен. — М.: Искусство, 1967. — 192, [54] с. — (Мастера зарубежного киноискусства). — 100 000 экз.

- Сулькин М. С. Эрвин Гешоннек. — М.: Искусство, 1967. — 114 с. — (Мастера зарубежного киноискусства). — 35 000 экз.

### 1968
- Черненко М. М. Фернандель. — М.: Искусство, 1968. — 144, [32] с. — (Мастера зарубежного киноискусства). — 100 000 экз.

### 1969
- Жак Беккер: Высказывания. Фильмы / Составление и вступительная статья И. Соловьёвой.. — М.: Искусство, 1969. — 208, [24] с. — (Мастера зарубежного киноискусства). — 50 000 экз.

- Янушевская И. Н., Дёмин В. П. Жан Марэ: Человек, актёр, миф, маска. — М.: Искусство, 1969. — 241, [60] с. — (Мастера зарубежного киноискусства). — 150 000 экз.

### 1970
- Карцева Е. Н. Спенсер Трэси. — М.: Искусство, 1970. — 128, [32] с. — (Мастера зарубежного киноискусства). — 50 000 экз.

- Стэнли Креймер. — М.: Искусство, 1970. — 260 с. — (Мастера зарубежного киноискусства). — 50 000 экз.

### 1971
- Ливи Г. Альберто Сорди / Грация Ливи; Пер. с итал. А. С. Богемской; Предисловие Г. Д. Богемского. — М.: Искусство, 1971. — 184, [40] с. — (Мастера зарубежного киноискусства). — 50 000 экз.

### 1972
- Ле Шануа / Сост. и пер. А. В. Брагинский.. — М.: Искусство, 1972. — 270, [50] с. — (Мастера зарубежного киноискусства). — 30 000 экз.

- Шур П. Р. Альбер Ламорис. — М.: Искусство, 1972. — 126 с. — (Мастера зарубежного киноискусства). — 30 000 экз.

### 1973
- Клод К. Бурвиль / Катрин Клод; Пер. с франц. Л. Завьяловой. — М.: Искусство, 1973. — 160 с. — (Мастера зарубежного киноискусства). — 50 000 экз.

- Рубанова И. И. Конрад Вольф. — М.: Искусство, 1973. — 184, [32] с. — (Мастера зарубежного киноискусства). — 30 000 экз.

- Утилов В. А. Чарльз Лаутон. — М.: Искусство, 1973. — 188 с. — (Мастера зарубежного киноискусства). — 25 000 экз.

### 1974
- Генс И. Ю. Тосиро Мифунэ / Инна Генс. — М.: Искусство, 1974. — 166 с. — (Мастера зарубежного киноискусства). — 25 000 экз.

- Михайловска Е. Невена Коканова / Елена Михайловска; Пер. с болг. — М.: Искусство, 1974. — 140 с. — (Мастера зарубежного киноискусства). — 30 000 экз.

### 1975
- Грозев А. Златан Дудов / Александр Грозев; Пер. с болг. В. Михалковича. — М.: Искусство, 1975. — 144, [32] с. — (Мастера зарубежного киноискусства). — 30 000 экз.

- Орсон Уэллс: Антология / Составитель Кирилл Разлогов.. — М.: Искусство, 1975. — 268 с. — (Мастера зарубежного киноискусства). — 30 000 экз.

### 1976
- Долматовская Г. Е. Род Стайгер. — М.: Искусство, 1976. — 121, [32] с. — (Мастера зарубежного киноискусства). — 25 000 экз.

- Колодяжная В. С. Уильям Уайлер. — М.: Искусство, 1976. — 180 с. — (Мастера зарубежного киноискусства). — 30 000 экз.

### 1977
- Акира Куросава / Составитель Л. Завьялова; Переводчики Л. Завьялова, Т. Рузская; Вступ. ст. Р. Н. Юренев. — М.: Искусство, 1977. — 312 с. — (Мастера зарубежного киноискусства). — 50 000 экз.

- Викторова Е. А. Франческо Рози / Предисл. М. Валенци. — М.: Искусство, 1977. — 160, [48] с. — (Мастера зарубежного киноискусства). — 25 000 экз.

- Жак Тати / Составитель Виктор Божович.. — М.: Искусство, 1977. — 192 с. — (Мастера зарубежного киноискусства). — 25 000 экз.

### 1978
- Турицын В. Н. Рене Клеман. — М.: Искусство, 1978. — 200, [46] с. — (Мастера зарубежного киноискусства). — 25 000 экз. экз.

### 1979
- Жан Виго / Составитель Александр Брагинский. — М.: Искусство, 1979. — 264, [32] с. — (Мастера зарубежного киноискусства). — 25 000 экз.

- Луис Бунюэль: Статьи, интервью. Сценарий "Виридианы". Вступительные статьи С. Юткевича и Л. Дуларидзе / Составитель Латавра Дуларидзе. — М.: Искусство, 1979. — 296, [48] с. — (Мастера зарубежного киноискусства). — 25 000 экз.

- Сатьяджит Рей / Составитель: А. Г. Софьян; Вступительная статья Г. Чухрая.. — М.: Искусство, 1979. — 216, [32] с. — (Мастера зарубежного киноискусства). — 25 000 экз.

### 1980
- Роберт Флаэрти: Статьи. Свидетельства. Сценарии / Составитель Т. Г. Беляева. — М.: Искусство, 1980. — 226, [30] с. — (Мастера зарубежного киноискусства). — 25 000 экз.

### 1981
- Кристиан-Жак / Составитель А. В. Брагинский.. — М.: Искусство, 1981. — 208, [32] с. — (Мастера зарубежного киноискусства). — 25 000 экз.

### 1982
- Ален Рене / Составители Л. Завьялова, М. Шатерникова; Переводчик Л. Завьялова. — М.: Искусство, 1982. — 264, [32] с. — (Мастера зарубежного киноискусства). — 25 000 экз.

### 1983
- Карцева Е. Н. Берт Ланкастер. — М.: Искусство, 1983. — 208, [32] с. — (Мастера зарубежного киноискусства). — 25 000 экз.

### 1985
- Франсуа Трюффо / Составитель Игорь Беленький.. — М.: Искусство, 1985. — 266, [48] с. — (Мастера зарубежного киноискусства). — 25 000 экз.

### 1986
- Линецкая М. Я., Макарова Э. Г. Стефан Данаилов: Болгарские актёры театра и кино. — М.: Искусство, 1986. — 128, [48] с. — (Мастера зарубежного киноискусства).

### 1988
- Беленький И. В. Дастин Хоффман: Американский актёр. — М.: Искусство, 1988. — 224, [32] с. — (Мастера зарубежного киноискусства). — 25 000 экз.